# Маунтен-В'ю (Колорадо)
Маунтен-В'ю (англ. Mountain View) — місто (англ. town) в США, в окрузі Джефферсон штату Колорадо. Населення — 541 особа (2020).

## Географія
Маунтен-В'ю розташований за координатами 39°46′29″ пн. ш. 105°3′24″ зх. д. / 39.77472° пн. ш. 105.05667° зх. д. (39.774776, -105.056711).  За даними Бюро перепису населення США в 2010 році місто мало площу 0,24 км², уся площа — суходіл.

## Демографія
Згідно з переписом 2010 року, у місті мешкало 507 осіб у 258 домогосподарствах у складі 114 родин. Густота населення становила 2105 осіб/км².  Було 278 помешкань (1154/км²).
Расовий склад населення:
| - 80,1 % — білих - 2,4 % — корінних американців - 0,6 % — азіатів - 0,4 % — чорних або афроамериканців - 13,6 % — осіб інших рас |

До двох чи більше рас належало 3,0 %. Частка іспаномовних становила 28,4 % від усіх жителів.
За віковим діапазоном населення розподілялося таким чином: 19,5 % — особи молодші 18 років, 68,1 % — особи у віці 18—64 років, 12,4 % — особи у віці 65 років та старші. Медіана віку мешканця становила 36,3 року. На 100 осіб жіночої статі у місті припадало 98,0 чоловіків;  на 100 жінок у віці від 18 років та старших — 90,7 чоловіків також старших 18 років.
Середній дохід на одне домашнє господарство  становив 57 032 долари США (медіана — 45 714), а середній дохід на одну сім'ю — 67 844 долари (медіана — 46 875). За межею бідності перебувало 10,7 % осіб, у тому числі 6,7 % дітей у віці до 18 років та 6,6 % осіб у віці 65 років та старших.
Цивільне працевлаштоване населення становило 314 особи. Основні галузі зайнятості: будівництво — 19,4 %, освіта, охорона здоров'я та соціальна допомога — 17,2 %, мистецтво, розваги та відпочинок — 16,2 %.